# Vlado Tsjernozemski

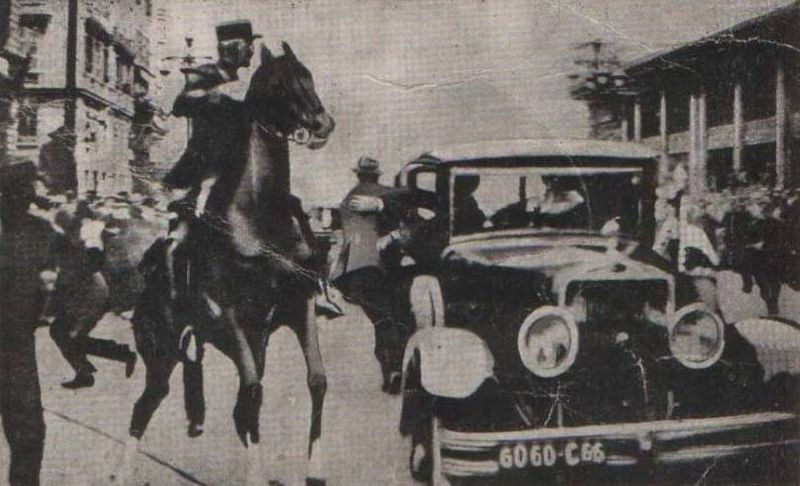
Foto van de aanslag op Alexander I

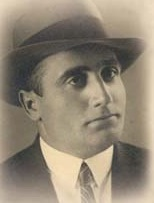
Vlado Tsjernozemski

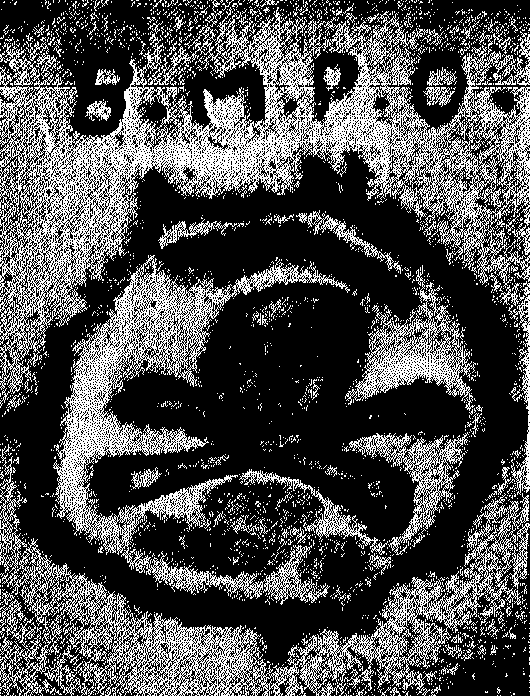
Tatouages van Tsjernozemski

Vlado Tsjernozemski, geboren als Velitsjko Dimitrov Kerin (Bulgaars: Величко Димитров Керин) (Kamenitsa, 19 oktober 1897 - Marseille, 9 oktober 1934) was een Bulgaars revolutionair en meervoudig moordenaar. Hij pleegde onder meer een dodelijke terreuraanslag op koning Alexander I van Joegoslavië, waarbij ook de Franse minister van Buitenlandse Zaken Louis Barthou omkwam.

## Leven
Tsjernozemski werd als zoon van Macedonische ouders geboren in Kamenitsa. In 1922 sloot hij zich aan bij de terroristische organisatie VMRO. Toen Ivan Mihajlov in 1924 de leiding kreeg over de VMRO, begon een reeks liquidaties. Datzelfde jaar nam Tsjernozemski in Sofia Dimo Hadjidimov voor zijn rekening, een parlementslid van de Communistische partij. Hij werd gevat maar wist niet veel later te ontsnappen, mogelijk dankzij hulp binnen de politiediensten. Bij verstek kreeg hij in 1928 de doodstraf, een veroordeling die in 1932 ongedaan werd gemaakt na een amnestiewet.
Ondertussen had Tsjernozemski al zijn volgende moord gepleegd in opdracht van Mihajlov. Weer in Sofia schoot hij in 1930 de concurrerende nationalist Naum Tomalevski neer. Ook diens lijfwacht werd gedood. Voor deze feiten kreeg Tsjernozemski levenslange gevangenisstraf, maar de amnestiewet van 1932 bracht hem opnieuw soelaas. Hij kwam op het eind van het jaar vrij en verdween naar buitenlandse trainingskampen van de Kroatische Ustaše in Borgotaro (Italië) en Janka-Puszta (Hongarije). In dat laatste kamp leidde hij drie Ustašeleden op voor een moordaanslag op de Joegoslavische koning Alexander I. De vier reisden af naar Frankrijk om gebruik te maken van een staatsbezoek, maar uiteindelijk merkte Tsjernozemski dat de anderen psychologisch niet klaar waren en besliste hij alleen te handelen.
Koning Alexander I ontscheepte op 9 oktober 1934 in Marseille en stapte met minister Barthou in een limousine die door de binnenstad reed. Ondanks een tip die bij de veiligheidsdiensten was binnengekomen voor een eventuele aanslag, waren er weinig extra veiligheidsvoorzieningen. Toen de colonne passeerde, liep Tsjernozemski uit het publiek onder het roepen van "Lang leve de koning" naar de limousine, sprong op de boordplank en schoot zijn Mauser C96 leeg in het voertuig. De vorst werd getroffen in de borstkas en bezweek weinig later. Generaal Alphonse Georges, die ook in de wagen zat, probeerde tussen te komen en werd ook geraakt, net als de chauffeur Froissac, die Tsjernozemski had vastgegrepen. De ordediensten openden in wanorde het vuur. Verschillende kogels troffen de moordenaar, maar ook minister Barthou werd zwaar geraakt en zou net als twee vrouwen uit het publiek en een politieagent sterven aan zijn schotwonden. Kolonel Piollet was er ondertussen in geslaagd zijn paard te keren en bracht Tsjernozemski een sabelhouw toe. Hij viel neer en werd vertrapt door de menigte in paniek. De politie bracht hem nog weg voor verhoor, maar hij was buiten kennis en overleed zonder verklaringen te hebben afgelegd.

## Eerbetoon
Nog in de 21e eeuw wordt de daad van Tsjernozemski gevierd door nationalisten in Noord-Macedonië en Bulgarije, onder meer door religieuze diensten aan hem op te dragen.